# Karaljoü Stan
Karaljoü Stan (belarusiska: Каралёў Стан) är en by i Belarus. Den ligger i voblasten Minsks voblast, i den centrala delen av landet, 18 km nordost om huvudstaden Minsk. Karaljoü Stan ligger 210 meter över havet och antalet invånare är 1 033.

## Natur och klimat
Terrängen runt Karaljoü Stan är platt. Runt Karaljoü Stan är det ganska tätbefolkat, med 120 invånare per kvadratkilometer.. Närmaste större samhälle är Mіnsk, 17,9 km sydväst om Karaljoü Stan.
I omgivningarna runt Karaljoü Stan växer i huvudsak blandskog.